# 春雷 (ふきのとうの曲)
「春雷」（しゅんらい）は、ふきのとうがリリースした13枚目のシングル楽曲。1979年2月25日にCBSソニーよりリリースされた。

## 解説
- ふきのとうの7thアルバム『人生・春・横断』の先行シングル曲。
- 表題曲の「春雷」は、メンバーの山木康世の実母が病に倒れ、病気回復を願いを込めてこの曲を制作した。山木によると、当初は男女の別れをテーマにした歌詞だったが、マネージャーが「メロディーは文句なし。でも詞はこれじゃない」と却下された。当時の山木は、実母ががんで死期が迫っていることに頭がいっぱいであり、歌で恩返ししたいという意味合いを込めて、現在の歌詞になった[2]。
- この曲で、「夜のヒットスタジオ」（1979年3月19日放送）に初出演した。

## 収録曲

### Side A
1. 春雷（4分33秒）
  - 作詞・作曲:山木康世／編曲:瀬尾一三

### Side B
1. ば〜じにあ・すりむ（4分29秒）
  - 作詞・作曲:細坪基佳／編曲:瀬尾一三

## カバー
春雷
- Watana Besta SOCIAL club（2018年） - トリビュート・アルバム『天衣無縫 〜A Tribute to YAMAKI YASUYO〜』に収録